# The Voice (Album)
The Voice ist ein Soloalbum des Sängers Bobby McFerrin. Das Album gilt als ein Meilenstein in der Geschichte des Jazz. Es ist das erste Jazzalbum eines Sängers ohne weitere Begleitung oder ohne eine technische Dopplung seiner Stimme überhaupt.

## Das Album
Im Gegensatz zum Debütalbum des Sängers, einer konventionellen Studioproduktion mit Begleitband, entstand sein zweites Album The Voice während einer Reihe von Solokonzerten, die McFerrin vom 17. bis zum 26. März 1984 in Deutschland bestritt.
Stilistisch knüpfte McFerrin dabei an Vorgänger wie Jon Hendricks an, um „die menschliche Stimme vom Zusammenhang der sie begleitenden Instrumente“ zu emanzipieren. Er war dabei sowohl „Statthalter als auch Erneuerer einer weitgefächerten Tradition.“ Seine Stimme fasste er als körperverhaftet auf, setzte Zirkularatmung ebenso ein wie Schläge gegen den Kehlkopf oder die Brust und extrem rasche Registersprünge. „Einstmals unerwünschte Nebengeräusche wie Atmen, Schnalzen, Blubbern wurden zu gliedernden, färbenden Ausdrucksmitteln.“ Dabei knüpfte McFerrin an die Personalstilistiken der ursprünglichen Songinterpreten an, die er zitierte und in Vokalisen kommentierte. So singt er in Blackbird die Ästhetik der Beatles arpeggioartig mit der Technik des barocken Style brisé sowohl die Gitarrenstimme als auch den Vokalpart, pfeift, imitiert das Schlagen der Flügel des Vogels und macht sogar ein Echogerät nach. In I Feel Good persifliert er die Schreie von James Brown, um dann die Bläserfiguren und Breaks des Originals zu übernehmen, die er in seiner Improvisation weiterführt. Ein weiterer Höhepunkt des Albums ist dem Rolling Stone zufolge sein Original „I’m My Own Walkman“. In A-Train geht er aus dem Scatgesang in eine „fabelhafte Parodie“ des Scattens über.

## Titelliste
1. Blackbird (John Lennon/Paul McCartney) – 3:07
2. The Jump – 	4:48
3. El Brujo – 	4:11
4. I Feel Good (James Brown) – 	3:19
5. I’m My Own Walkman – 	4:02
6. Music Box – 	3:56
7. Medley: Donna Lee - Big Top - We’re in the Money (Charlie Parker, Al Dubin/Harry Warren) – 	7:22
8. I’m Alone – 	4:41
9. T.J. – 	3:48
10. A-Train (Billy Strayhorn) – 	3:58

Soweit nicht anders angegeben, stammen Text und Melodie von Bobby McFerrin.

## Rezeption
The Voice wurde als „Sensation“ empfunden. Allmusic vergab die Höchstzahl von fünf Sternen und empfahl das Album „ohne Einschränkungen“. The Rolling Stone Jazz Record Guide bewertet das Album ebenso wie seinen Vorgänger mit vier Sternen. Robert Christgau empfindet trotz der Virtuosität und des Spielwitzes einige Passagen musikalisch wenig herausragend: So kenne er inspirierendere Soli über Donna Lee.